# فيليب ريفيس
فيليب ريفيس (بالإنجليزية: Philip Reeves)‏ هو رسام بريطاني، ولد في 1931، وتوفي في 14 مارس 2017.